# Trachylepis pulcherrima
Trachylepis pulcherrima (красива мабуя) — вид сцинкоподібних ящірок родини сцинкових (Scincidae). Ендемік Демократичної Республіки Конго.

## Поширення і екологія
Красиві мабуї мешкають в національних парках Упемба і Кунделунгу в регіоні Катанга на південному сході ДР Конго. Вони живуть в саванах.